# École d'économie de Toulouse
Pour les articles homonymes, voir TSE.
L'École d'économie de Toulouse (ou Toulouse School of Economics en anglais, abrégée en TSE) est un grand établissement spécialisé en sciences économiques et composante de l'université Toulouse-Capitole.

## Historique
Les origines de TSE remontent au début des années 1980, lorsque l’économiste Jean-Jacques Laffont choisit de quitter Harvard pour Toulouse, sa ville natale, afin d’y créer un nouveau département d’économie.
En 2007 est créée la Fondation de coopération scientifique Jean-Jacques Laffont-TSE.
Cette fondation est un réseau thématique de recherche avancée regroupant trois laboratoires :
- le Groupe de Recherche en Économie Mathématique et Quantitative (GREMAQ),
- le Laboratoire d’Économie des Ressources Naturelles (LERNA) et
- l'Atelier de Recherche Quantitative Appliquée au Développement Économique (ARQADE)[1].

Cette fondation est sous la tutelle de l’Université Toulouse-Capitole, du Centre national de la recherche scientifique (CNRS), de l'Institut national de recherche pour l'agriculture, l'alimentation et l'environnement (INRAE) et de l’École des hautes études en sciences sociales (EHESS).
Elle est nommée en mémoire de l’économiste toulousain à l'origine de l'initiative de ce groupement : Jean-Jacques Laffont. À l'origine, cette fondation a comme objectif le financement des laboratoires de recherche en économie.

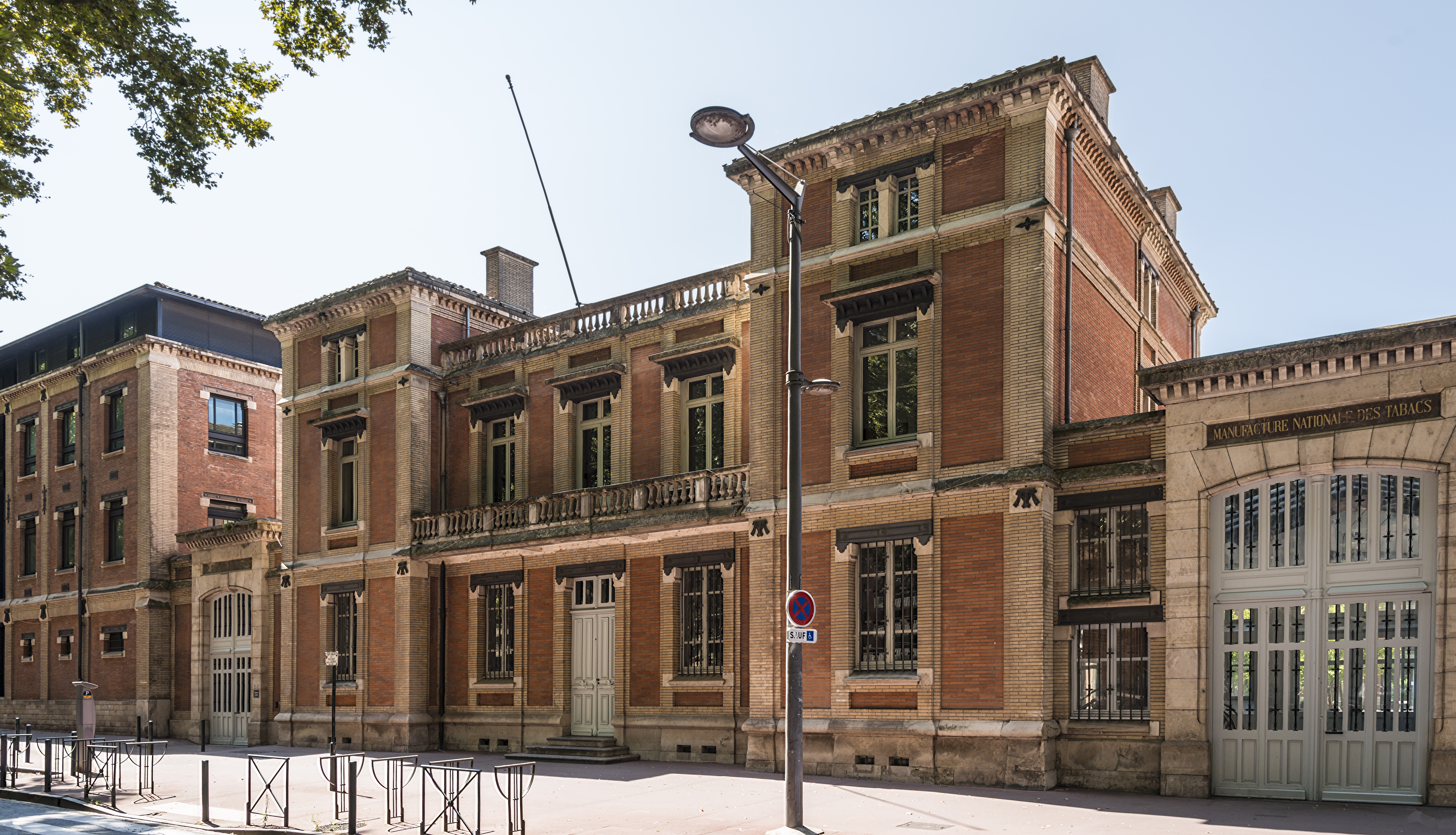
Manufacture des Tabacs, ancien site de l’École d'économie de Toulouse

En 2011, la fondation Jean-Jacques Laffont crée l’École d’économie de Toulouse, un programme de formation constitué de deux années préparatoires sélectives, trois années d’école et d’une école doctorale. Celui-ci fusionne avec l’unité de formation et de recherche (UFR) de sciences économiques de l’Université Toulouse-I-Capitole.
L’École d’économie de Toulouse est située dans l'ancienne manufacture des tabacs, avant son déménagement en 2019 dans un nouveau bâtiment au cœur de Toulouse, près de la place Saint Pierre. Ce bâtiment a reçu l'Equerre d’Argent 2020.
En 2014, Jean Tirole reçut le Prix de la Banque de Suède en sciences économiques en mémoire d'Alfred Nobel pour son travail portant sur l’analyse du pouvoir de marché et de la régulation.

## Financement
Pour sa campagne 2023, l'école a récolté 60 millions d'euros de dons privés. Dont 3 millions d'euros chacun pour Airbus et LVMH.

## Fondation Jean-Jacques Laffont - TSE
Le Conseil d’administration de la Fondation Jean-Jacques Laffont - TSE est l’instance qui fixe les grandes orientations stratégiques de TSE et qui en contrôle la mise en œuvre. Michel Pébereau, Président d’Honneur de BNP-Paribas, est élu Président de la Fondation le 4 décembre 2018, succédant ainsi à Jean Tirole.

## Enseignement

### Admission
L’entrée à l’École d’économie de Toulouse est sélective et intervient à l’issue des deux premières années de licence préparatoire de l’Université Toulouse-I-Capitole en économie et gestion, et dès la première année en double licence économie et droit, et économie et mathématiques.
Le nombre d’étudiants admis en troisième année est fixé à 250 dont environ 30 % proviennent d’établissements extérieurs.

### Formations

#### Licences
TSE propose trois programmes de licence, composés de deux années préparatoires et d’une année au sein de l’école.
- Licence mention Économie

La licence d’économie de TSE a pour but la formation des étudiants en analyse économique et en économétrie. La capacité d’accueil de la licence mention Économie est de 60 places à compter de la rentrée 2020.
- Double licence mention Économie et Mathématiques

Le parcours double licence économie et mathématiques de TSE est composé d’une licence de mathématiques et informatique appliquées aux sciences humaines et sociales (MIASHS), et de la licence d’économie de TSE. Ce parcours a pour but la formation des étudiants aux outils mathématiques et informatiques pour l’application aux sciences humaines telles que l’économie et l’économétrie. La capacité d’accueil de la licence Économie et Mathématiques est de 60 places. Ce parcours permet également d’accéder au magistère d’économiste-statisticien.
- Double licence mention Économie et Droit

Le parcours double licence économie et droit est un composé de la licence d’économie de TSE conjointement à la licence de la faculté de droit de l’Université Toulouse-I-Capitole. Ce parcours permet aux étudiants de poursuivre dans le domaine juridique et le domaine économique, avec une prévalence pour les problématiques pluri-disciplinaires telles que le droit de la concurrence et de la régulation des marchés. La capacité d’accueil de la licence mention Économie et Droit est de 50 places.

#### Masters
TSE offre trois voies de formations en master : 
- une voie internationale enseignée en anglais,
- une voie standard enseignée en français et
- la voie doctorale permettant la poursuite en doctorat à TSE.

##### Voie internationale
- Master Economics of Markets and Organizations (EMO)
- Master Econometrics and Empirical Economics (EEE)
- Master Public Policy and Development (PPD)
- Master Statistics and Econometrics
- Master Environmental and Natural Resources Economics (ERNA)
- Master in Data Science for social sciences (D3S)
- Master in Mathematics and Economic Decision (MED)
- Master in Economics and Ecology (EE)

##### Voie standard
- Master Économie appliquée
- Master Econométrie et Statistiques

- Masters Finance, en partenariat avec Toulouse School of Management :
  - Corporate Finance
  - Financial Markets and Risk Evaluation
  - Finance and Information Technology
  - Master of Science in Finance

- Master Économie et Droit de la concurrence, en partenariat avec la faculté de Droit de Toulouse et pouvant donner lieu à la délivrance d’un double diplôme en Économie et en Droit des affaires

##### Voie doctorale
- Master Economic Theory and Econometrics (ETE)

#### École doctorale
Le programme doctoral est composé de deux années de cours doctoraux commençant par le master 2 ETE et se prolongeant par une seconde année de cours avancés dans l’une des spécialités suivantes :
- Behavioral and Experimental Economics

- Econometrics and Empirical Economics

- Economics Theory

- Finance

- Industrial Organization

- Macroeconomics

- Public Policy and Applied Economics

Ces deux années de cours doctoraux conduisent ensuite à deux à trois années consacrées à la rédaction de la thèse.

## Classements
| Noms                                                | Monde | Europe | France |
| --------------------------------------------------- | ----- | ------ | ------ |
| IDEAS/RePEc                                         | 15    | 5      | 2      |
| Shanghai - Economics                                | 21    | 5      | 1      |
| Times Higher Education - Economics and Econometrics | 100   | 32     | 1      |
| QS - Economics and Econometrics                     | 116   | 47     | 7      |

## Recherche
La recherche à l’École d’économie de Toulouse est organisée autour de 9 groupes thématiques :
- Économétrie et économie empirique – Responsable du groupe : Thierry Magnac

- Économie industrielle – Responsable du groupe : Bruno Jullien

- Économie publique – Responsable du groupe : Jean-Marie Lozachmeur

- Économie théorique – Responsable du groupe : Daniel F. Garrett

- Environnement et ressources naturelles – Responsable du groupe : Stefan Ambec

- Finance – Responsable du groupe : Alexander Guembel

- Macroéconomie – Responsable du groupe : Patrick Fève

- Mathématiques de la décision et statistique – Responsable du groupe : Sébastien Gadat

- Comportements, institutions et développement – Responsable du groupe : Ingela Alger

A ces groupes thématiques s’ajoutent 3 centres de recherche partenariale :
- Le Centre Digital, dédié à l’économie numérique – Directeur du centre : Alexandre de Cornière

- Le Centre énergie et climat – Directeur du centre : Stefan Ambec

- Le Centre finance durable – Directrice du centre : Sophie Moinas

## Junior-Entreprise
TSE Junior Etudes est la Junior-Entreprise de l’École d’économie de Toulouse. Ses domaines de compétences sont les suivants :
- Économie industrielle

- Macroéconomie
- Économie environnementale

- Data science

## Conseil scientifique
- Ariel Pakes, Harvard University (Chairman)
- Philippe Aghion, Harvard, Collège de France
- Marianne Bertrand, Chicago Booth School of Business
- Pierre-Olivier Gourinchas, University of California
- Bengt Holmström, MIT
- Guido Tabellini, Bocconi University
- David Thesmar, MIT, Sloan School of Management

## Controverse
Le 4 septembre 2024, l'enseignant contractuel de mathématiques Benoît Huou (d) est suspendu par le directeur de l'école pour « manquement à l'obligation de réserve » pour avoir critiqué Israël et la politique française face aux massacres en cours à Gaza, en introduction de son cours de licence.